# HOTEL (倖田來未の曲)
「HOTEL」（ホテル）は、日本の歌手・倖田來未の楽曲。倖田の57枚目のシングルとして、2014年8月6日にrhythm zoneから発売された。

## 概要
本作は、市販盤であるCD+DVD盤、CD盤の2形態のほか、倖田の公式ファンクラブ・倖田組とモバイルファンクラブ・playroom限定でファンクラブ限定盤（CD+DVD）、ライブツアー「KODA KUMI LIVE TOUR 2014 〜Bon Voyage〜」会場およびmu-moショップ限定でSUMMER GREETING MUSIC CARD（絵柄3種）が発売された。
このCDシングル作品を以って、市販流通での販売を行っておらず、次作シングルよりmu-moショップ及びファンクラブ限定での販売に切り替わっている。

## 楽曲解説
HOTEL
レゲエ、ソウルミュージック、リズム・アンド・ブルース、ヒップホップ・ミュージックなどを基調とした、シンセサイザーや重なり合うコーラスが特徴的なミッドテンポのダンストラックとなっている。
楽曲について
カップリング曲として収録されている「MONEY IN MY BAG」を「ザ・倖田來未」だと述べた上で、「いわゆる倖田來未らしい楽曲のカテゴリーには入ってない曲」とコメントをし、「従来のサマーシングルが“暑い夏”だとしたら、この曲は“涼し気な夏”。大人になって、肩の力の抜けた女性観」を表現している。
ミュージック・ビデオについて
映像作家の須藤カンジが監督しており、倖田が扮するホテルオーナーと少人数のスタッフが営むリゾートホテルへと視聴者が誘われるという設定で制作されている。
MONEY IN MY BAG
本場なマナーも踏襲し仕上げられたという、ヒップホップ、R&Bナンバーになっている。
楽曲について
倖田は「私のことが好きなら、お金を鞄に詰め込んでねって。私の価値を計るのは、お金だ、と。完全にプレイガールな目線で歌っている曲」としている。
TURN AROUND
夏の香りが呼び覚ます記憶のフラッシュバックを、切なに歌うR&Bテイストのスローナンバーとなっている。

## 収録曲

### CD（CD+DVD・CD・ファンクラブ限定盤）
1. Introduction 〜Check IN〜 [0:42]
作曲・編曲：UTA、SUNNY
インスト
2. HOTEL [3:21]
作詞・作曲：Kumi Koda、H.U.B.、Didrik Thott、Sebastian Thott、Ylva Dimberg
3. Interlude 〜Secret Room〜 [0:32]
作曲・編曲：UTA、SUNNY
インスト
4. MONEY IN MY BAG [2:34]
作詞・作曲：Kumi Koda、Bardur Haberg、Hayden Bell、Sarah Lundback、Ylva Dimberg
5. Interlude 〜Last Night Dream〜 [0:37]
作曲・編曲：UTA、SUNNY
インスト
6. TURN AROUND [4:11]
作詞・作曲：Kumi Koda、Atsushi Shimada、Raay、Marjetka Vovk

### DVD

#### CD+DVD盤
1. HOTEL -Music Video-
2. HOTEL -Making Video-
3. MONEY IN MY BAG -Spot-

#### ファンクラブ限定盤
1. MONEY IN MY BAG -Music Video-
2. MONEY IN MY BAG -Making Video-
3. HOTEL -Spot-

### MUSIC CARD盤
1. HOTEL

## タイアップ
- 日本テレビ系『スッキリ!!』2014年8月度テーマソング (#2)

## 収録アルバム
- HOTEL
  - 『WALK OF MY LIFE』
  - 『SUMMER of LOVE』
  - 『BEST 〜2000-2020〜』(ファンクラブ限定盤)
- MONEY IN MY BAG
  - 『WALK OF MY LIFE』

## 収録ライブ映像
- HOTEL
  - 『Koda Kumi 15th Anniversary First Class 2nd LIMITED LIVE at STUDIO COAST』(WALK OF MY LIFE、ファンクラブ限定盤)
  - 『KODA KUMI 15th Anniversary LIVE The Artist』
  - 『KODA KUMI LIVE TOUR 2017 〜W FACE〜』
- MONEY IN MY BAG
  - 『Koda Kumi Hall Tour 2014 〜Bon Voyage〜』(BONUS MOVIE)
  - 『Koda Kumi 15th Anniversary First Class 2nd LIMITED LIVE at STUDIO COAST』(WALK OF MY LIFE、ファンクラブ限定盤)
  - 『Koda Kumi 15th Anniversary Premium Live』(WINTER of LOVE、ファンクラブ限定盤)
  - 『KODA KUMI LIVE TOUR 2017 〜W FACE〜』